# Walt De Winter
Walt De Winter (né le 24 novembre 1988 à Wilrijk) est un coureur cycliste belge, devenu ensuite directeur sportif.

## Biographie
Il décide d'arrêter la compétition le 31 août 2014, après une course disputée à Hove. Il poursuit finalement jusqu'au Tour de Madagascar en septembre, où il remporte quatre étapes et termine quatrième du classement général.
Il exerce ensuite la fonction de directeur sportif.

## Palmarès et résultats

### Palmarès par année
- 2006
  - 2e de Remouchamps-Ferrières-Remouchamps
- 2007
  - 3e du championnat de Belgique de poursuite par équipes
- 2009
  - 2e du championnat de Belgique sur route espoirs
  - 2e du Circuit de Wallonie
  - 3e du Challenge de Hesbaye
- 2010
  - 5e étape du Tour de Navarre
- 2011
  - 2e du Circuit de Wallonie
- 2012
  - 2e du Tour de la province de Liège
- 2013
  - 2e du Grand Prix de Saint-Souplet
- 2014
  - Grand Prix du 1er mai
  - 2e, 5e, 7e et 10e étapes du Tour de Madagascar

### Classements mondiaux
| Année           | 2008  | 2009  | 2010 | 2011 | 2012 | 2013 | 2014  |
| --------------- | ----- | ----- | ---- | ---- | ---- | ---- | ----- |
| UCI Europe Tour | 1341e | 1034e | 550e | 401e |      | 941e | 1057e |